# Uz DongJu Andiżan
Uz DongJu Andiżan (uzb. «Uz DongJu» Andijon futbol klubi, ros. Футбольный клуб «Уз-Донг-Жу» Андижан, Futbolnyj Kłub "Uz DongJu" Andiżan) – uzbecki klub piłkarski, mający siedzibę w mieście Andiżan na wschodzie kraju. Założony w roku 2003.
W 2008 występował w Oʻzbekiston PFL.

## Historia
Chronologia nazw:
- 2003–2010: Uz DongJu Andiżan (ros. «Уз-Донг-Жу» Андижан)
- 2013–...: Uz DongJu Andiżan (ros. «Уз-Донг-Жу» Андижан)

Piłkarska drużyna Uz DongJu została założona w miejscowości Andiżan w 2003 roku i reprezentowała wspólne uzbecko-koreańskie przedsiębiorstwo "Uz DongJu Paint Co".
W 2004 debiutował w Drugiej Lidze Uzbekistanu. W 2005 zajął drugie miejsce w turnieju finałowym i zdobył awans do Pierwszej Ligi. W 2007 zajął drugie miejsce w lidze i awansował do Wyższej Ligi Uzbekistanu. Debiut w Wyższej Lidze był nieudany - ostatnie 16. miejsce i spadek do Pierwszej Ligi. W 2010 z powodu problemów finansowych zrezygnował z dalszych występów.
W 2013 został reaktywowany. Najpierw występował w Drugiej Lidze, a od 2015 ponownie w Pierwszej Lidze.

## Sukcesy

### Trofea międzynarodowe
Nie uczestniczył w rozgrywkach azjatyckich (stan na 31-05-2015).

### Trofea krajowe
| \| \| Zdobyte trofea w rozgrywkach Uzbekistanu (stan na: 31-05-2015) \| |                                                                |      |            |
| Rozgrywki                                                               | Osiągnięcie                                                    | Razy | Sezon(y)   |
| Mistrzostwo                                                             | I miejsce                                                      | 0    |            |
| Mistrzostwo                                                             | II miejsce                                                     | 0    |            |
| Mistrzostwo                                                             | III miejsce                                                    | 0    |            |
| Mistrzostwo                                                             | 16. miejsce                                                    | 1    | 2008       |
| Puchar                                                                  | zdobywca                                                       | 0    |            |
| Puchar                                                                  | finalista                                                      | 0    |            |
| Puchar                                                                  | 1/8 finału                                                     | 2    | 2007, 2008 |
| II liga                                                                 | I miejsce                                                      | 0    |            |
| II liga                                                                 | II miejsce                                                     | 1    | 2007       |
| II liga                                                                 | III miejsce                                                    | 0    |            |
| Uzbekistan                                                              | Zdobyte trofea w rozgrywkach Uzbekistanu (stan na: 31-05-2015) |      |            |

## Stadion
Klub rozgrywa swoje mecze domowe na stadionie Navroʻz w Andiżanie, który może pomieścić 14,375 widzów.

## Piłkarze
Znani piłkarze:
- Alisher Ahmedov

## Trenerzy
...
- 2007:  Islom Ahmedov

...